# Carl Smith (dammer)

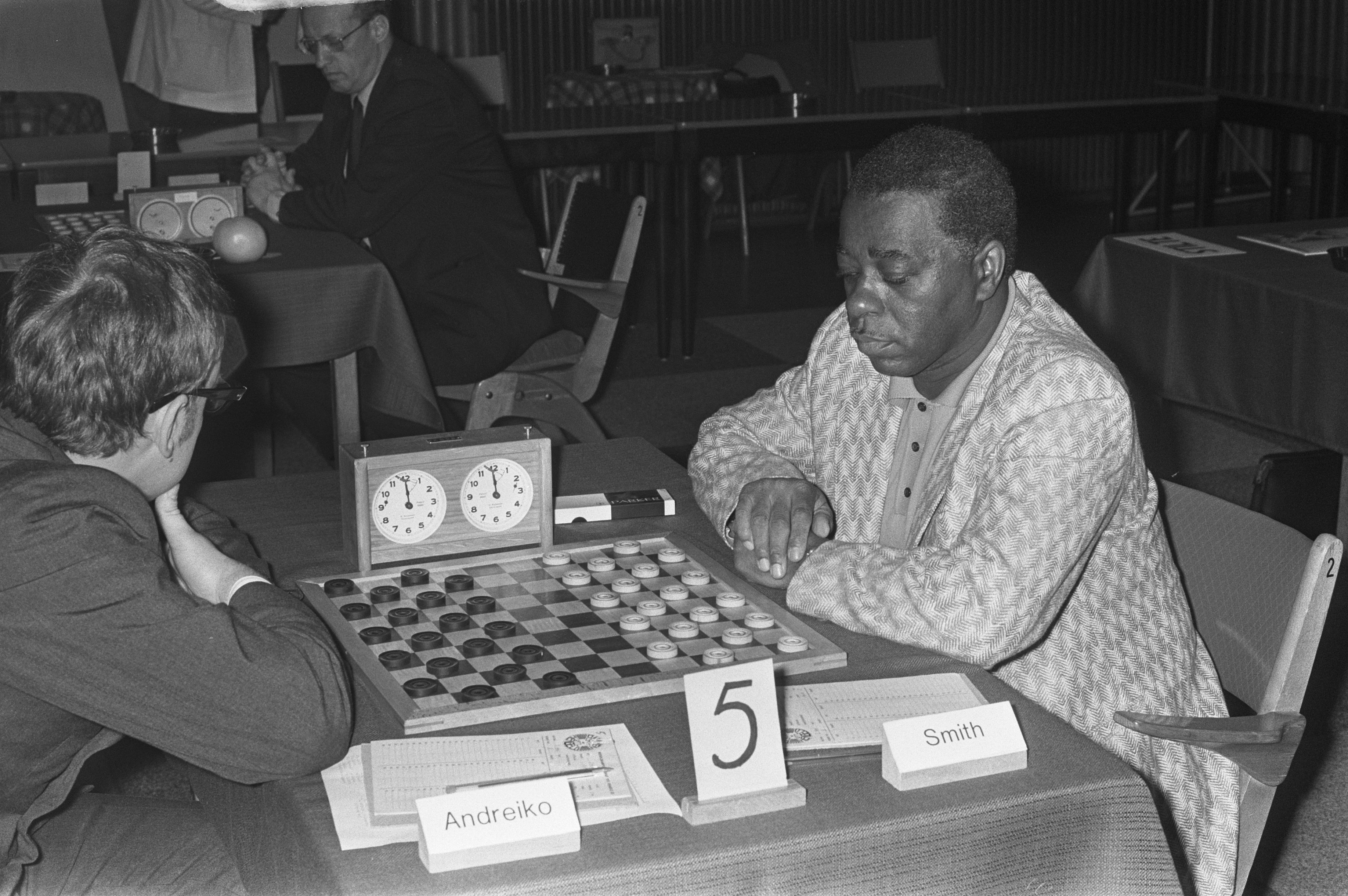
Carl Smith (rechts) tijdens het WK dammen 1972 tegen Andris Andreiko.

Carl "Buster" Sylvester Smith (1921 - Chicago, 1992) was een Amerikaans dammer die viermaal meedeed aan het wereldkampioenschap. Carl Smith was de eerste deelnemer uit de Verenigde Staten aan dit wereldkampioenschap. Naast de internationale damvariant speelde Carl Smith ook Pool Checkers (vergelijkbaar met de Russische en Braziliaanse varianten van het damspel), waarmee hij elf keer Amerikaans kampioen werd in de hoogste klasse. Poolcheckers-kampioenen waren Iser Koeperman en Vladimir Kaplan. In de Tweede Wereldoorlog vocht Smith in de Slag om Okinawa. Hij was tot 1986 postbeambte van beroep. Carl Smith is een Internationaal Grootmeester dammen.

## Wereldkampioenschappen internationaal dammen
Smith deed viermaal mee aan het toernooi om de wereldtitel:
- WK 1968 - achtste plaats met 17 punten uit 15 wedstrijden.
- WK 1972 - gedeelde zesde plaats met Andreas Kuyken en Baba Sy met 19 punten uit 16 wedstrijden.
- WK 1976 - vijfde plaats 23 punten uit 17 wedstrijden.
- WK 1978 - Hij bereikte de finale niet maar strandde op de zevende plek (op 10 deelnemers) in groep B met 10 punten uit 9 wedstrijden.